# Myssjön, Sundsvalls kommun
Myssjön är en sommarstugeby vid Länsväg Y 542 i Medelpad. Byn ligger cirka 13 kilometer väster om Matfors. Förr var Myssjön bebott året runt, och på den tiden fanns även en skola som lades ned på 1950-talet. Invid byn finns en sjö med samma namn.
Tillagt 2023: Myssjön är ett hemman uppodlat av skogsfinnar. Min pappa föddes 1934 i Myssjön. Han berättade att skolan stängde just när han uppnått skolålder och fick då gå till skolan i Vigge istället, det bör ha varit 1941. Samma år flyttade hela familjen till Långskog. De nio äldre syskonen har dock gått i Myssjö skola. / Peter Thunberg